# Economía de acceso
La economía de acceso, en inglés access economy, es aquella que incluye modelos de negocio en los que una empresa, con fines comerciales, pone a disposición de un conjunto de usuarios un conjunto de bienes para su uso temporal, adaptándose al tiempo de uso efectivo que requieren dichos usuarios y flexibilizando la localización espacial de los mismos. Se trata de la comercialización del acceso a bienes y servicios de forma temporal (alquiler), no su tenencia.
Es habitual usar plataformas tecnológicas para conectar el proveedor y el consumidor. En estos casos se considera como parte de la economía de plataformas. El propietario de la plataforma es también el propietario de los activos, por lo que solo hay un proveedor. Por tanto, la función principal de la plataforma es asegurar el correcto uso de sus activos y ofrecer un servicio rápido y seguro a los usuarios. 
No se puede considerar como una actividad de economía colaborativa propiamente dicha, ya que no existe una relación entre usuarios ni una gobernanza compartida.

## Ejemplos
Ejemplos economía de acceso son:
- Alquiler de vehículos. Ejemplos clásicos de este tipo de economía ofrecen alquiler de coches, bicicletas, patinetes eléctricos,...
- Coworking. Son lugares de trabajo compartido que se alquilan ya sea por periodos de tiempo corto o por duraciones largas.